# Takama communis
Takama communis är en insektsart som beskrevs av Irena Dworakowska 1994. Takama communis ingår i släktet Takama och familjen dvärgstritar.
Artens utbredningsområde är Sri Lanka. Inga underarter finns listade i Catalogue of Life.